# H. Lawrence Culp, Jr.
Henry Lawrence "Larry" Culp, Jr., född 1964, är en amerikansk företagsledare som är styrelseordförande och VD för det multinationella konglomeratet General Electric Company sedan den 1 oktober 2018, när han efterträdde John L. Flannery på positionerna.
Han avlade en kandidatexamen i nationalekonomi vid Washington College och en master of business administration vid Harvard Business School. 1990 fick han en anställning hos konglomeratet Danaher Corporation. 2000 utsågs han till COO och året efter blev han deras VD och president. 2014 beslutade Culp att lämna Danaher och blev föreläsare hos sin gamla alma mater Harvard Business School. 2018 blev han invald i koncernstyrelsen för GE och bara några månader senare blev han GE:s styrelseordförande och VD.
Culp har även suttit som ledamot i koncernstyrelser för Glaxosmithkline PLC (2003–2012) och T. Rowe Price Group, Inc. (2015–2018).